# Fabrice Ougier
Fabrice Ougier (ur. 26 lipca 1971 w Chambéry) – francuski narciarz, specjalista narciarstwa dowolnego. Zajął 4. miejsce w jeździe po muldach podczas mistrzostw świata w Iizuna. Zajął także 12. miejsce w tej samej konkurencji na igrzyskach olimpijskich w Nagano. Najlepsze wyniki w Pucharze Świata osiągnął w sezonie 1995/1996, kiedy to zajął 10. miejsce w klasyfikacji generalnej, w klasyfikacji jazdy po muldach podwójnych był szósty, a w klasyfikacji jazdy po muldach był trzeci.
W 1998 r. zakończył karierę.

## Sukcesy

### Igrzyska olimpijskie
| Miejsce | Dzień     | Rok  | Miejscowość | Konkurencja      | Zwycięzca     |
| ------- | --------- | ---- | ----------- | ---------------- | ------------- |
| 12.     | 11 lutego | 1998 | Nagano      | Jazda po muldach | Jonny Moseley |

### Mistrzostwa Świata
| Miejsce | Dzień    | Rok  | Miejscowość | Konkurencja      | Zwycięzca         |
| ------- | -------- | ---- | ----------- | ---------------- | ----------------- |
| 4.      | 8 lutego | 1997 | Iizuna      | Jazda po muldach | Jean-Luc Brassard |

### Puchar Świata

#### Miejsca w klasyfikacji generalnej
- 1988/1989 – 109.
- 1989/1990 – 30.
- 1990/1991 – 39.
- 1991/1992 – 57.
- 1992/1993 – 40.
- 1993/1994 – 54.
- 1994/1995 – 26.
- 1995/1996 – 10.
- 1996/1997 – 19.
- 1997/1998 – 27.

#### Miejsca na podium
1. La Clusaz – 11 lutego 1993 (Jazda po muldach) – 3. miejsce
2. Tignes – 10 grudnia 1995 (Jazda po muldach) – 3. miejsce
3. La Plagne – 16 grudnia 1995 (Jazda po muldach) – 3. miejsce
4. La Plagne – 16 grudnia 1995 (Jazda po muldach) – 1. miejsce
5. Mont Tremblant – 27 stycznia 1996 (Jazda po muldach) – 3. miejsce
6. Mont Tremblant – 27 stycznia 1996 (Jazda po muldach) – 2. miejsce
7. Kirchberg – 4 lutego 1996 (Jazda po muldach) – 2. miejsce
8. La Clusaz – 14 lutego 1996 (Jazda po muldach) – 3. miejsce
9. La Clusaz – 15 lutego 1996 (Muldy podwójne) – 3. miejsce
10. La Plagne – 13 grudnia 1996 (Jazda po muldach) – 2. miejsce
11. Lake Placid – 12 stycznia 1997 (Jazda po muldach) – 3. miejsce
12. Breckenridge – 24 stycznia 1997 (Jazda po muldach) – 3. miejsce
13. Hasliberg – 28 lutego 1997 (Muldy podwójne) – 1. miejsce
14. Hundfjället – 15 marca 1997 (Muldy podwójne) – 3. miejsce
15. Tignes – 6 grudnia 1997 (Muldy podwójne) – 3. miejsce
16. La Plagne – 20 grudnia 1997 (Jazda po muldach) – 2. miejsce
17. Châtel – 2 marca 1998 (Muldy podwójne) – 1. miejsce
18. Altenmarkt – 14 marca 1998 (Jazda po muldach) – 2. miejsce

- W sumie 3 zwycięstwa, 5 drugich i 10 trzecich miejsc.